# هلول (گیاه)
 هلول  گیاهی است بوته‌ای، دارای گل‌های بنفش رنگ وبوی زننده‌ای دارد، و از بهترین غذاهای شتر می‌باشد. این گیاه در فصل زمستان و بهار به‌طور گسترده‌ای در (پشتخه‌های) مختلف مناطق هرمزگان می‌روید.

## منبع
- محمدیان، کوخری، محمد، “ «به یاد کوخرد» “، ج۲. چاپ اول، دبی: سال انتشار ۲۰۰۳ میلادی.
- دکتر:جبرائیل، جبور، سلیمان،  البدو والبادیة دار العلم للملایین: بیرت، لبنان، الطبعة الأولی، عام ۱۹۸۸ للمیلاد.